# Yoroshima
Yoroshima  (en japonés: 与路島) es una isla en el suroeste del país asiático de Japón, al norte de Okinawa, que posee una superficie de 9,35 km² y una población de 140 personas.

## Geografía
Es parte del archipiélago de las islas Amami --siendo la isla habitada más pequeña del mismo-- un grupo de las islas Ryukyu y, al igual que otras islas de grupo es parte de la prefectura de Kagoshima y del distrito de Oshima. Su punto más alto es Okachiyama, que se encuentra a 297 metros sobre el nivel del mar.
En la isla se habla amami del Sur uno de los idiomas de las islas Ryukyu.